# Кемпер (округ)
Округ Кемпер (фр. Arrondissement de Quimper) — округ у Франції, в департаменті Фіністер. 2023 року округ об'єднував 84 муніципалітети, населення становило 327 502 особи.
Адміністративний центр (супрефектура) — Кемпер.

## Муніципалітети
Список муніципалітетів округу та їхні коди INSEE:
1. Арзано (29002)
2. Банналек (29004)
3. Безек-Кап-Сізен (29008)
4. Беї (29005)
5. Беноде (29006)
6. Брієк (29020)
7. Генга (29066)
8. Гіле-сюр-Гуаян (29070)
9. Гіллігомарк (29071)
10. Гільвінек (29072)
11. Гуенак (29060)
12. Гульян (29063)
13. Гурлізон (29065)
14. Дуарнене (29046)
15. Едерн (29048)
16. Ельян (29049)
17. Ерге-Габерик (29051)
18. Іль-де-Сен (29083)
19. Іль-Тюді (29085)
20. Кеменеван (29229)
21. Кемпер (29232)
22. Кемперле (29233)
23. Керла (29090)
24. Керріян (29230)
25. Кледан-Кап-Сізен (29028)
26. Клоар-Карное (29031)
27. Клоар-Фуенан (29032)
28. Комбрі (29037)
29. Конкарно (29039)
30. Конфор-Меяр (29145)
31. Ла-Форе-Фуенан (29057)
32. Ланголан (29110)
33. Ландреварзек (29106)
34. Ландюдаль (29107)
35. Ландюдек (29108)
36. Ле-Жуш (29087)
37. Ле-Треву (29300)
38. Локронан (29134)
39. Локтюді (29135)
40. Локюноле (29136)
41. Маалон (29143)
42. Меллак (29147)
43. Мельгван (29146)
44. Моелан-сюр-Мер (29150)
45. Неве (29153)
46. Одьєрн (29003)
47. Панмарк (29158)
48. Пемері (29159)
49. Плеван (29161)
50. Плобанналек-Лесконій (29165)
51. Плован (29214)
52. Плогастель-Сен-Жермен (29167)
53. Плогоннек (29169)
54. Плогофф (29168)
55. Плозеве (29215)
56. Пломелен (29170)
57. Пломер (29171)
58. Плонеї (29173)
59. Плонеур-Ланверн (29174)
60. Плуїнек (29197)
61. Плюгюффан (29216)
62. Пон-Аван (29217)
63. Пон-Круа (29218)
64. Пон-л'Аббе (29220)
65. Примелен (29228)
66. Пуллан-сюр-Мер (29226)
67. Пульдерга (29224)
68. Пульдрезік (29225)
69. Редене (29234)
70. Р'єк-сюр-Белон (29236)
71. Роспордан (29241)
72. Сен-Жан-Тролімон (29252)
73. Сен-Тюр'ян (29269)
74. Сент-Еварзек (29247)
75. Сент-Іві (29272)
76. Скаер (29274)
77. Трегенк (29293)
78. Трегеннек (29292)
79. Тремеван (29297)
80. Тремеок (29296)
81. Треога (29298)
82. Трефф'яга (29284)
83. Турш (29281)
84. Фуенан (29058)